# 왕희지

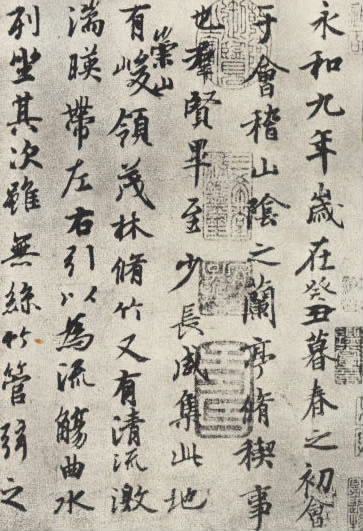
왕희지의 글씨, 〈난정서〉 부분.

왕희지(중국어: 王羲之, 병음: Wáng Xīzhī 왕시즈[*], 303년 ~ 361년)는 동진의 정치인이자 시인, 서예가이다.

## 주요 이력
그의 자는 일소, 호는 담재이며 저장성 사오싱에서 출생하였는데 그의 조상은 산둥성 린이에 거주하였었고 그도 지난날 한때 산둥성 린이에서 잠시 유아기를 보낸 적이 있으며 서예가 탁월해 서성이라고 일컬어진다. 일찍이 우군장군을 역임했기에 왕우군이라고도 한다. 손꼽히는 문벌귀족인 낭야 왕씨이다.
처음에는 서진의 서예가인 위부인에게 배웠고 후에 한나라나 위의 비문을 연구하여 초서, 행서, 해서의 서체를 완성하였다. 아들 왕헌지도 서예가이다. 작품으로 〈난정서〉, 〈상란첩〉, 〈황정경〉, 〈악의론〉 등이 있다.

## 같이 보기
- 난정서